# Deutschritterhaus (Weimar)

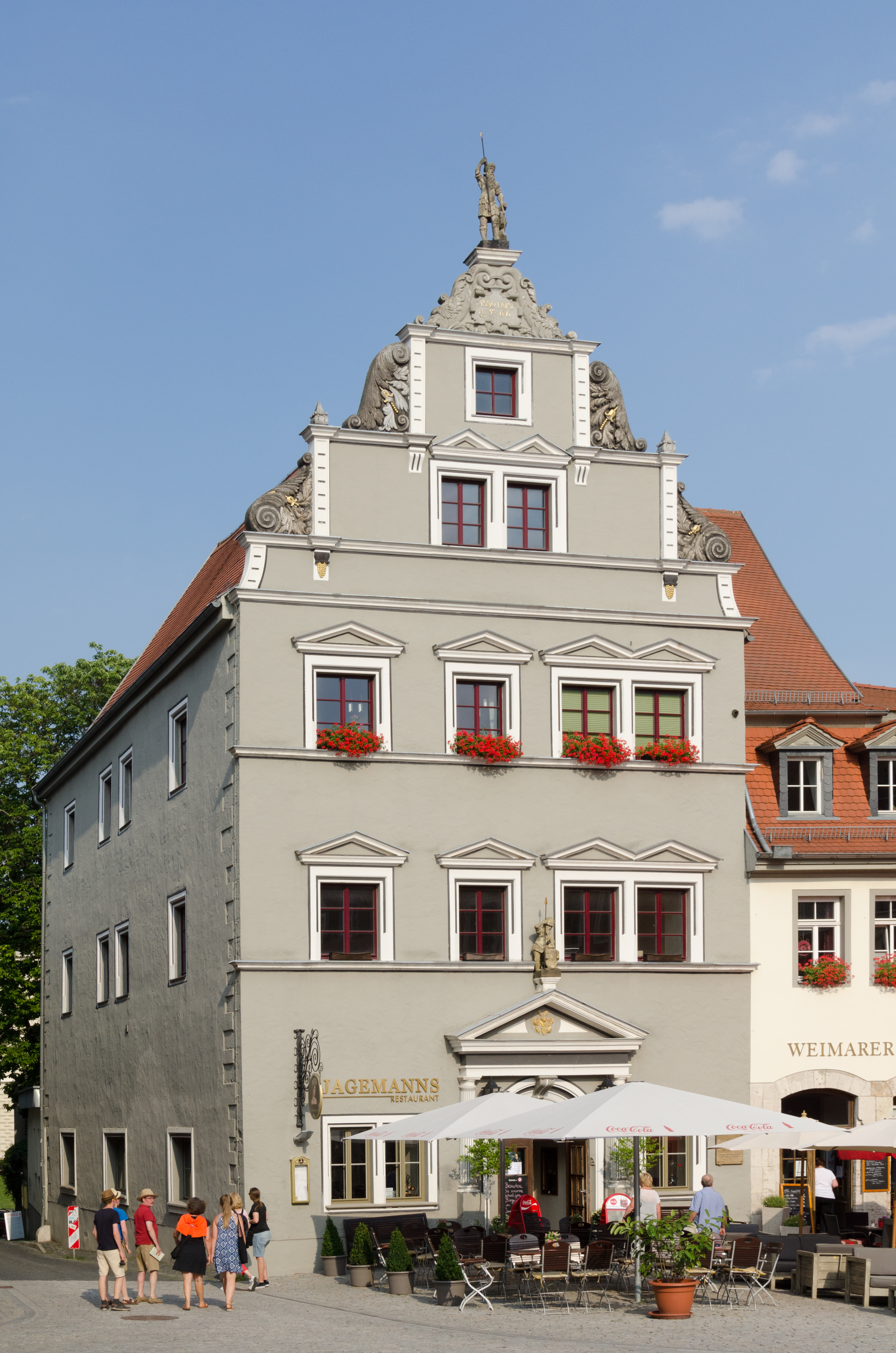
Herderplatz 16

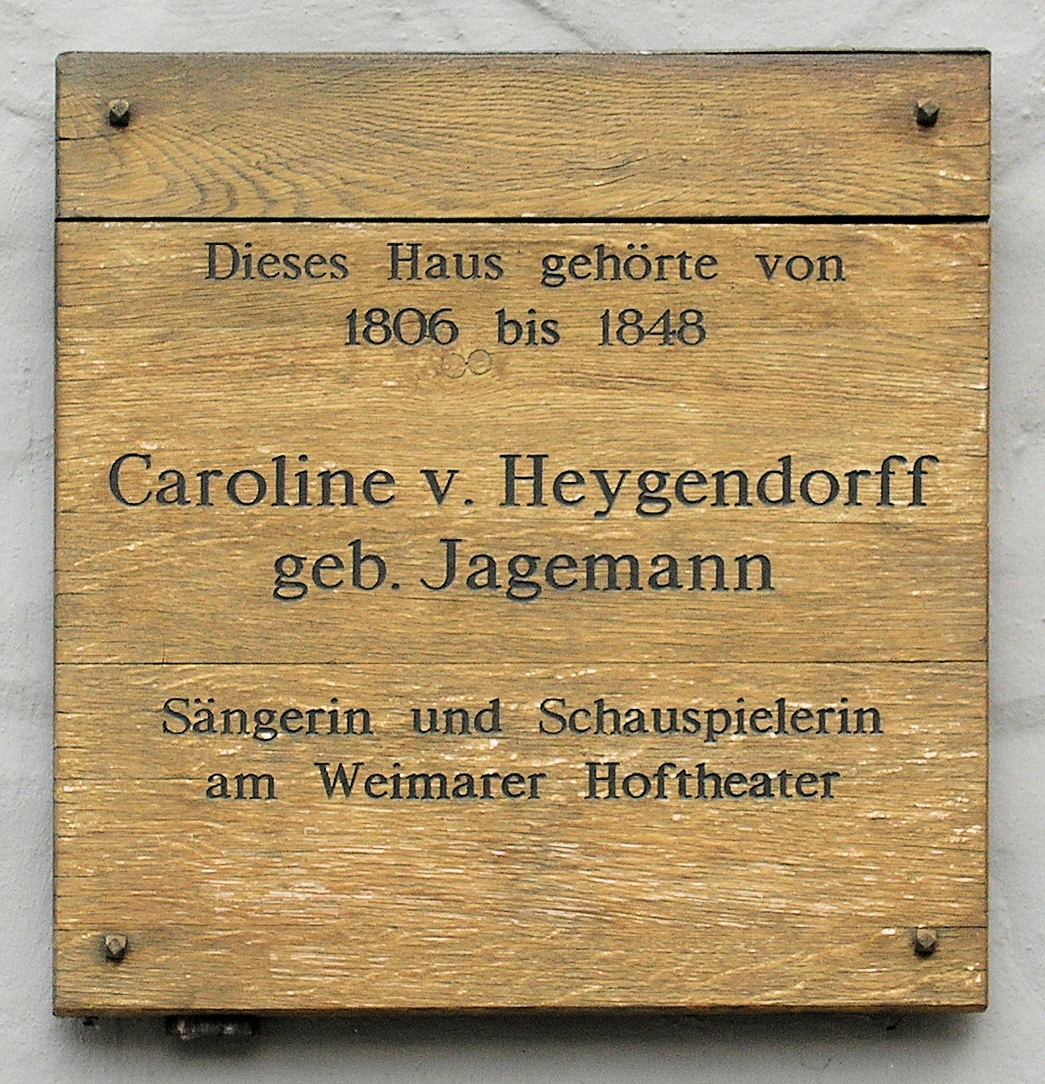
Gedenktafel für Caroline Jagemann am sog. Deutschritterhaus

Am Herderplatz 16/Ecke Vorwerksgasse in Weimars Altstadt befindet sich ein stattliches Giebelhaus von 1566, das dem Renaissancestil zugerechnet und umgangssprachlich Deutschritterhaus genannt wird.
Eigentlich ist die Bezeichnung Deutschritterhaus für den herausragenden Renaissancebau nicht zutreffend, weil es nicht zu den Grundstücken gehörte, die der Deutschritterorden einst besessen hatte. Einer ihrer Vorbesitzer war die Familie Deinhardt.
Eine Gedenktafel erinnert an die Hofschauspielerin Caroline von Heygendorf geb. Caroline Jagemann, die das Haus bewohnte. Es befindet sich ein Restaurant darin seit der zweiten Hälfte des 19. Jahrhunderts. Der Innenraum des Restaurants mit seinen Kreuzgratgewölben ist auch bemerkenswert, weil er in einem Abschnitt mit einem Pflanzenornament verziert ist. Von 1966 bis 2013 befand sich hier ein Restaurant Gastmahl des Meeres. 
Die Fassade besitzt Akanthusornamente am Giebel. Auf der Bekrönung wurde eine Statue eines Ritters mit Lanze aufgestellt, welches vielleicht einen gedanklichen Bezug zu den Deutschrittern herstellen sollte. Im Zweiten Weltkrieg schwer beschädigt, wurde das Gebäude ab 1949 und zuletzt 1987/89 restauriert. Nebenan an der Ecke zur Mostgasse befindet sich eine Kaffeerösterei mit Café. Dieses ist bereits die Mostgasse 1.
Das Gebäude steht auf der Liste der Kulturdenkmale in Weimar (Einzeldenkmale). In diesen Denkmalschutz sind Hof und Nebengebäude inbegriffen.